# Пресвята Діва Марія, королева Польщі

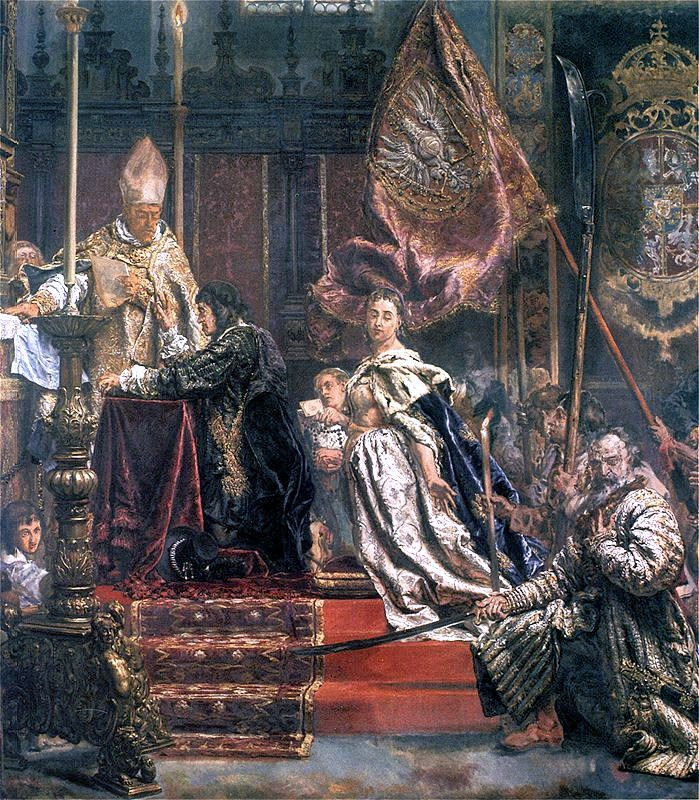
Ян Матейко. Львівська обітниці Яна Казимира (фрагмент)

Пресвята Діва Марія, королева Польщі — титул Діви Марії, Марії з Назарету, який використовується польськими католиками.
Культ Діви Марії як «Пресвятої Діви Марії, королеви Польщі» поширений серед католиків Польщі. Він носить загальний характер і присутній як у самій Польщі, так і у польських парафіях за межами країни. Титул має велике значення для польських католиків. Вперше з'явився у другій половині XVI століття, коли Гжегож із Самбора вперше назвав Діву Марію «Королевою Польщі і поляків».
3 травня католицька церква в Польщі проводить літургійну урочисту месу (solemnitas) Пресвятої Діви Марії, королеви Польщі.

## Історія
Історія культу Діви Марії, королеви Польщі, пов'язана з контрреформацією.
- 14 серпня 1608 року в єзуїтського священника, 71-річного Джуліано Манцінеллі, що проживав у Неаполі було видіння Діви Марії, яка зажадала іменувати її Королевою Польщі. Пізніше, під час його перебування у Кракові, у Вавельському соборі, 8 травня 1610 року в нього було повторне видіння, коли Діва Марія звернулася до нього зі словами: «Я є королевою Польщі. Я мати цього народу, який мені дуже дорогий». Повідомлення про ці явища поклали початок поширенню культу Діви Марії в Польщі. Третє бачення мало місце 15 серпня 1617 року в Неаполі. Відомості про ці три явища поширив великий литовський канцлер Альбрехт Станіслав Радзивілл з допомогою майбутнього автора львівських обітниць святого Андрія Боболя.
- У 1635 році Радзивілл у своїй книзі «Dyskurs nabożny z kilku słów wzięty o wysławianiu Najświętszej Panny Bogurodzicy Mariey» оголосив, що, згідно з баченням одного з єзуїтів, Діва Марія буде Королевою Польщі.

Після Неаполя і Кракова центром культу Марії стало також і Велике князівство Литовське, а Остробрамська ікона Божої Матері в 1620 році стала першим визнаним об'єктом цього культу.
- В 1640 році цистерціанці з Бледзева (поблизу Мендзижеча) подарували монахиням з монастиря ордену Марієнштерн у Калюжці образ Діви Марії з польським королівським гербом на грудях.
- 27 червня 1651 року король Ян II Казимир за день перед програним українським козаками боєм під Берестечком отримав від папського нунція ікону львівської Богородиці.
- Успішна оборона Ясногірського монастиря від шведів у 1655 році була багатьма в Польщі оцінена як чудо Богородиці. Повідомлення про це Ян Казимир отримав перебуваючи в Коросно.

1 квітня 1656 року Ян II Казимир під час меси в львівському соборі в присутності єпископів, сенаторів та папського легата приніс обітницю перед чином львівської Богоматері і урочисто проголосив Діву Марію Королевою Польської Корони. Тоді ж вперше під час молитви лоретанській літанії папським нунцієм П'єтро Відоні було триразово виголошено «Королева Польської Корони, молися за нас».
- У 1671 року король Міхал Корибут Вишневецький помістив польський герб на образ Рокитнинської Богоматері в Голомбі.
- 8 вересня 1717 року вперше за межами Риму папською короною була коронована ікона Ченстоховської Божої Матері.
- Сейм Речі Посполитої у 1764 році у своїх рішеннях назвав Ченстоховську Божу Матір «Королевою Польщі».
- 29 листопада 1908 року Римський папа Пій X дозволив додавати до лоретанської літанії постійне звернення «Королева Польської Корони» на території львівського та перемишльського деканатів[1].
- 18 березня 1909 року на прохання Юзефа Більчевського Римський папа Пій X видав декрет, в якому підтвердив культ і дозволив відзначати свято Діви Марії як Королеви Польської Корони і встановив літургійне святкування для львівського архиєпископства перемишльського деканату, призначивши його на перший тиждень травня в пам'ять про львівську обітниці Яна Казимира.
- У 1910 року Божа Матір Королева Корони Польської була проголошена головним покровителем Львівської архідієцезії.
- 22 травня 1910 року проведена друга папська коронація.
- У 1914 році святкування перенесено на 2 травня.
- 14 січня 1920 року після дворазового звернення польського єпископату Римський папа Бенедикт XV дозволив поширити формулу «Королева Польської Корони» в лоретанській літанії на всій території Польщі.
- 27 липня 1920 року в зв'язку з польсько-радянською війною Діва Марія знову обрана Королевою Польщі.
- 12 жовтня 1923 року Священна Конгрегація обрядів призначила датою свята 3 травня і офіційно включила до тексту літанії формулу «Королева Польської Корони», після Другої світової війни замінену на «Королева Польщі»[2].
- У 1925 році Римський папа Пій XI розширив святкування на всі польські деканати.
- У 1926 році польськими жінками, як подяка за Диво на Віслі були піднесені Ченстоховської Божої Матері скіпетр і державний символ як символи її королівської гідності.
- 2 липня 1927 року митрополитом варшавським кардиналом Александром Каковським у присутності всього польського єпископату, Юзефа Пілсудського і президента Польщі Ігнація Мосцицького перед кафедральним собором у Вільно був здійснений, за декретом Папи Римського Пія XI, урочистий акт коронації Остробрамської ікони Божої Матері. Існував звичай проходити Гострою брамою з непокритою головою на знак шанування польської королеви. Поляки мойсеєвої віри, з причини релігійної заборони оголювати голову, при проході під Гострою брамою або підносили руку до капелюха, або опускали голову в поклоні.
- 15 січня 1930 року у львівському, перемишльському та ченстоховському деканатах ранг святкування підвищений до I з октавою, а в інших деканатах до II. У цих трьох деканатах введена особлива формула меси.
- 16 травня 1956 року в день святого Андрія Боболя кардинал Стефан Вишинський, засланий до Команьчу, написав оновлення львівських обітниць, яке було заново поширене в Польщі.
- 26 серпня 1956 року Польський єпископат провів акт прийняття нових львівських обітниць.
- У 1962 році Папа Римський Іван ХХІІІ проголосив Діву Марію Королеву Польщі, головним святим патроном Польщі, а ранг свята був піднятий до I у всіх польських деканатах.
- У 1969 році на прохання примаса Польщі Стефана Вишинського Папа Римський Павло VI підвищив ранг святкування до найвищого — торжество (лат. solemnitas).
- 1 квітня 2005 року Папа Римський Іван Павло II коронував новою золотою короною образ Богоматері, Королеви Польщі.

## Юридичний статус
Діву Марію проголосив Королевою Польщі 1 квітня 1656 року король Ян Казимир, а потім у 1764 році польський сейм. Хоча і йшлося про померлу особу — ці укази носили офіційний характер і мали обов'язковий статус до зречення останнього польського короля Станіслава Августа в 1795 році.
Цей статус не був офіційно підтверджений в Царстві Польському, ні в II або III Речі Посполитої. Титул Діви Марії як Королеви Польщі визнаний тільки римсько-католицькою церквою.